# 楊鼎熙
楊鼎熙（16世紀—1644年），字伯元，號緝菴，湖廣承天府京山縣人，明朝政治人物。

## 生平
楊鼎熙是天啟元年（1621年）辛酉科舉人，崇禎元年（1628年）成進士，獲授常熟知縣，任內流暢處理案件，扶植士子，將當地漕法改革為一次交兌，人民勒石記載他的功績。在任九年後降為吉安府照磨，升推官，轉淮安推官，陞戶部員外郎，外任吉安知府，擢為湖西兵備道按察司副使，崇禎十七年（1644年）去世。其著作《禮記敬業》八卷，以朱彝尊《經義考》收入《四庫全書》，撮要採入《欽定禮記義疏》，道光年間御書樓仍收藏此書。

## 引用
1. 1 2  光緒《京山縣志·卷十一·人物志》：楊鼎熙，字伯元，號緝菴，崇禎戊辰進士。授常熟令，潔己愛民，剔蠧除弊，民建祠祀之。 舊志 遷淮安府推官，內陞戶部員外郎，出守江西吉安府，擢湖西兵備道按察司副使，國朝順治元年卒。 墓碑 所著《禮記敬業》八卷據朱彝尊《經義考》收入國朝《四庫全書》，其精要者採入《欽定禮記義疏》，道光年間《欽定國子監志》其藝文志中御書樓所藏書目，鼎熙書亦與焉。
2. ↑  光緒《京山縣志·卷十·選舉志》：天啟辛酉紀元 辛酉（舉人） 楊鼎熙
3. ↑  康熙《常熟縣志·卷十五·宦蹟》：楊鼎熙，號緝菴，湖廣京山縣人。宰邑能理繁劇，案牘日常累百，鼎熙剸決如流，兩造盈庭，口酬手批，質成罷去。尤好扶植士類，與文墨交浹，虛懷延納不少懈，愍懷帝初年常熟困於漕，漕法不一大户易兌，而鄉民倍肩其難，鼎熙言於撫按，漕米一例水次交兌而勞逸，乃均勒石永遵焉，在任九年，左遷吉安府照磨，尋陞戶部主事。